# Phùng Tuyết Phong
Phùng Tuyết Phong (tiếng Trung: 冯雪峰; 2 tháng 6 năm 1903 – 31 tháng 1 năm 1976) là một nhà văn và nhà hoạt động Trung Quốc được biết đến với những đóng góp trong phê bình văn học xã hội chủ nghĩa, đặc biệt với tư cách là người có thẩm quyền về Lỗ Tấn. Ban đầu là một thành viên của Đảng Cộng sản Trung Quốc, ông bị cáo buộc là phản cách mạng và những năm cuối đời sống dưới sự đàn áp. Ông qua đời vì ung thư phổi trong năm cuối cùng của Cách mạng Văn hóa.

## Tiểu sử
Phùng Tuyết Phong sinh ra ở Nghĩa Ô, Chiết Giang. Ông theo học trường Cao đẳng Sư phạm Hàng Châu và là thành viên của "Hội Ánh sáng ban mai" (một hội văn học do nhà thơ Châu Tự Thanh sáng lập). Năm 1925, ông bắt đầu học tiếng Nhật tại Đại học Bắc Kinh. Ông gia nhập Đảng Cộng sản Trung Quốc năm 1927, là thành viên sáng lập kiêm bí thư Đảng đoàn của Hiệp hội Nhà văn Trung Quốc.

## Sự nghiệp
Bắt đầu từ những năm 1930, Phùng Tuyết Phong thể hiện mình là một nhà phê bình văn học xã hội chủ nghĩa. Ông đặc biệt quan tâm đến các tác phẩm của Lỗ Tấn, một số đồng nghiệp của ông coi là cổ xưa. Cuối năm 1937, ông bắt đầu viết một cuốn tiểu thuyết lấy cảm hứng từ Vạn lý Trường chinh, có tựa đề Lư Đại chi tử (卢代之死). Bản thảo gốc gồm 500.000 ký tự đã bị thất lạc sau khi ông bị chính quyền Quốc dân bắt và bỏ tù năm 1941. Trái ngược với chất thơ lạc quan mà ông đã viết khi còn trẻ, những tác phẩm sau này được ông viết trong tù, thể hiện "niềm tin mạnh mẽ của một nhà cách mạng Cộng sản".
Sau khi nước Cộng hòa Nhân dân Trung Hoa được thành lập, ông được bổ nhiệm làm biên tập viên Văn học Nhân dân và Công báo Văn học và Nghệ thuật vào các năm 1951 và 1952. Tin rằng mình được tự do, ông đã viết các bài xã luận chỉ trích chính phủ và bị gán cho là phản cách mạng. Là một phần của Chiến dịch chống cánh hữu bắt đầu vào năm 1957, ông bị kết án lao động cải tạo, mặc dù được tuyên trắng án vào năm 1961. Trước đó, ông đã cố gắng viết lại Lư Đại chi tử vào đầu những năm 1950, ông đã tìm cách viết cuốn tiểu thuyết duy nhất trong sự nghiệp lần thứ ba. Tuy nhiên, sau khi được khuyên không nên viết về một "chủ đề cách mạng" như Vạn lý Trường chinh, ông đã đốt toàn bộ bản thảo.

## Qua đời
Ông sống dưới sự đàn áp trong những năm cuối đời và bị chính phủ nhắm đến trong cuộc Cách mạng Văn hóa. Ông qua đời vì bệnh ung thư phổi vào năm 1976, năm cuối cùng của cuộc cách mạng này.